# August Felip de Schleswig-Holstein-Sonderburg-Beck
August Felip de Schleswig-Holstein-Sonderburg-Beck -en alemany August Philipp von Schleswig-Holstein-Sonderburg-Beck i en danès August Philip af Slesvig-Holsten-Sønderborg-Beck- (Sønderborg, Dinamarca), 11 de novembre de 1612 - Beck, 6 de maig de 1675) era un príncep de la Casa d'Oldenburg, fill del duc Alexandre (1573-1627) i de Dorotea de Schwarzburg-Sondershausen (1579-1639).

## Matrimoni i fills
El 14 de gener de 1645 es va casar amb Clara d'Oldenburg-Delmenhorst (1606-1647), filla del comte Antoni II (1550-1619) i de la princesa Sibil·la Elisabet de Brunsvic-Lüneburg (1576-1630).
Havent enviudat dos anys després es tornà a casar el 1649 amb la germana de Clara, Sidònia d'Oldenburg (1611-1650), abadessa de Herford, amb qui va tenir una filla: Sofia Lluïsa (1650-1714), casada amb el comte Frederic de Lippe-Brake (1638-1684).
Vidu de nou, es casà per tercera vegada el 12 d'abril de 1651 a Beck amb Maria Sibil·la de Nassau-Saarbrücken (1628-1699), filla del comte Guillem Lluís (1590-1640) i d'Anna Amàlia de Baden-Durlach (1595-1651). D'aquest tercer matrimoni en nasqueren deu fills:
- August (1652-1689), casat amb Hedwig de Lippe-Alverdissen (1650-1731).
- Frederic Lluís (1653-1728), casat amb Lluïsa Carlota de Schleswig-Holstein-Sonderburg-Augustenburg (1658-1740).
- Dorotea (1656-1739), casada amb el comte Felip de Lippe-Alverdissen (1659-1723).
- Sofia (1658-1724).
- Guillemina (1656-1656).
- Lluïsa Clara (1662-1729).
- Maximilià (1664-1692).
- Antoni Gunther (1666-1744).
- Ernest Casimir (1668-1695), casat amb Cristina de Prösing (†1696).
- Carles Gustau (1672-).